# Neottiosporina cylindrica
Neottiosporina cylindrica är en svampart som beskrevs av B. Sutton & Alcorn 1985. Neottiosporina cylindrica ingår i släktet Neottiosporina, divisionen sporsäcksvampar och riket svampar.   Inga underarter finns listade i Catalogue of Life.